# Stefano Raise
Stefano Raise (Grado, 8 agosto 1932 – 6 febbraio 2008) è stato un calciatore italiano, di ruolo centrocampista.

## Carriera
Debutta in Serie B nel 1953 con l'Hellas Verona, e nella stagione 1954-1955 segna 2 gol in 11 gare. L'anno seguente passa al Catanzaro, in Serie C; nel suo primo anno segna 10 gol in 34 partite.
L'anno successivo, sempre in 34 partite, segna 4 gol; dopo altre due stagioni in terza serie, la squadra del capoluogo calabrese viene promossa in Serie B: al primo campionato nella nuova categoria Raise segna un gol in 37 partite. Dopo altri sei anni in Serie B, con un totale di 184 presenze e 6 reti, lascia la squadra calabrese nel 1966, anno in cui la sua squadra prende anche parte alla finale di Coppa Italia, persa per 2-1 dopo i tempi supplementari contro la Fiorentina il 19 maggio 1966.

## Palmarès

### Club

#### Competizioni nazionali
- Serie C: 1

Catanzaro: 1958-1959